# Nikołaj Bastian
Nikołaj Awgustowicz Bastian, ros. Николай Августович Бастиан (ur. 28 listopada 1920 w Kursku, Rosyjska FSRR, zm. 19??, Rosja) – rosyjski piłkarz, trener i sędzia piłkarski.

## Kariera piłkarska

### Kariera klubowa
W 1932 rozpoczął karierę piłkarską w drużynie amatorskiej w Kursku.

## Kariera trenerska
Po zakończeniu kariery piłkarskiej rozpoczął pracę szkoleniowca. Ukończył Moskiewski Instytut Kultury Fizycznej im. P.F. Lesgafta. W 1949 stał na czele klubu Trudowi Rezerwy Woroszyłowgrad. W 1956 prowadził Spartak Nalczyk, a w 1957 klub Eniergija Wołżski. W 1973 został zaproszony do sztabu szkoleniowego Stali Orzeł, którym kierował do lata 1975. W 1982 powrócił do klubu z Orła, który już nazywał się Spartak Orzeł. Pracował z klubami m. Iwanowo i Osz.
W 50-60. latach XX wieku również sędziował mecze piłkarskie.